# Ljusvattnet, Skellefteå kommun
Ljusvattnet är en vidsträckt by i Burträsks socken i Skellefteå kommun mellan Burträsk och Skråmträsk. En del av bebyggelsen var till och med 2005 avgränsad och klassad till en småort. Orten indelas i Södra Ljusvattnet, Norra Ljusvattnet samt Mittibyn. Mittibyn, som är det som förut räknades som en småort
Byn ligger i en dalsänka omgiven av berg och åsar, 15 km från Burträsk och 35 km sydväst om Skellefteå. Ljusvattnet är belägen kring sjöarna Inre Ljusvattnet och Yttre Ljusvattnet

## Samhället
Byn har elljusspår, tre föreningar och en dansloge där det anordnas danser sommartid. Under 2010-talet har byn fått mediauppmärksamhet på grund av planerna på en stor vindkraftspark nära byn. Byskolan lades ner 2003.

## Orten i film
Byn förekommer kort i filmen Ett anständigt liv av Stefan Jarl

## Personer från orten
Fotbollsspelaren Petter Andersson kommer härifrån och även ishockeyspelaren Bob Nystrom har sina rötter i byn  